# Vilar glad. I din famn
Vilar glad. I din famn är en sång från 2010, skriven av Kristina Lugn (text) och Benny Andersson (musik). Den uruppfördes av Orsa spelmän och Kalle Moraeus tillsammans med Gustaf Sjökvists kammarkör och Storkyrkans kör under bröllopet mellan kronprinsessan Victoria och Daniel Westling i Storkyrkan den 19 juni 2010. 
I albumet O klang och jubeltid med Benny Anderssons Orkester sjunger Helen Sjöholm in sången. 